# Anolis

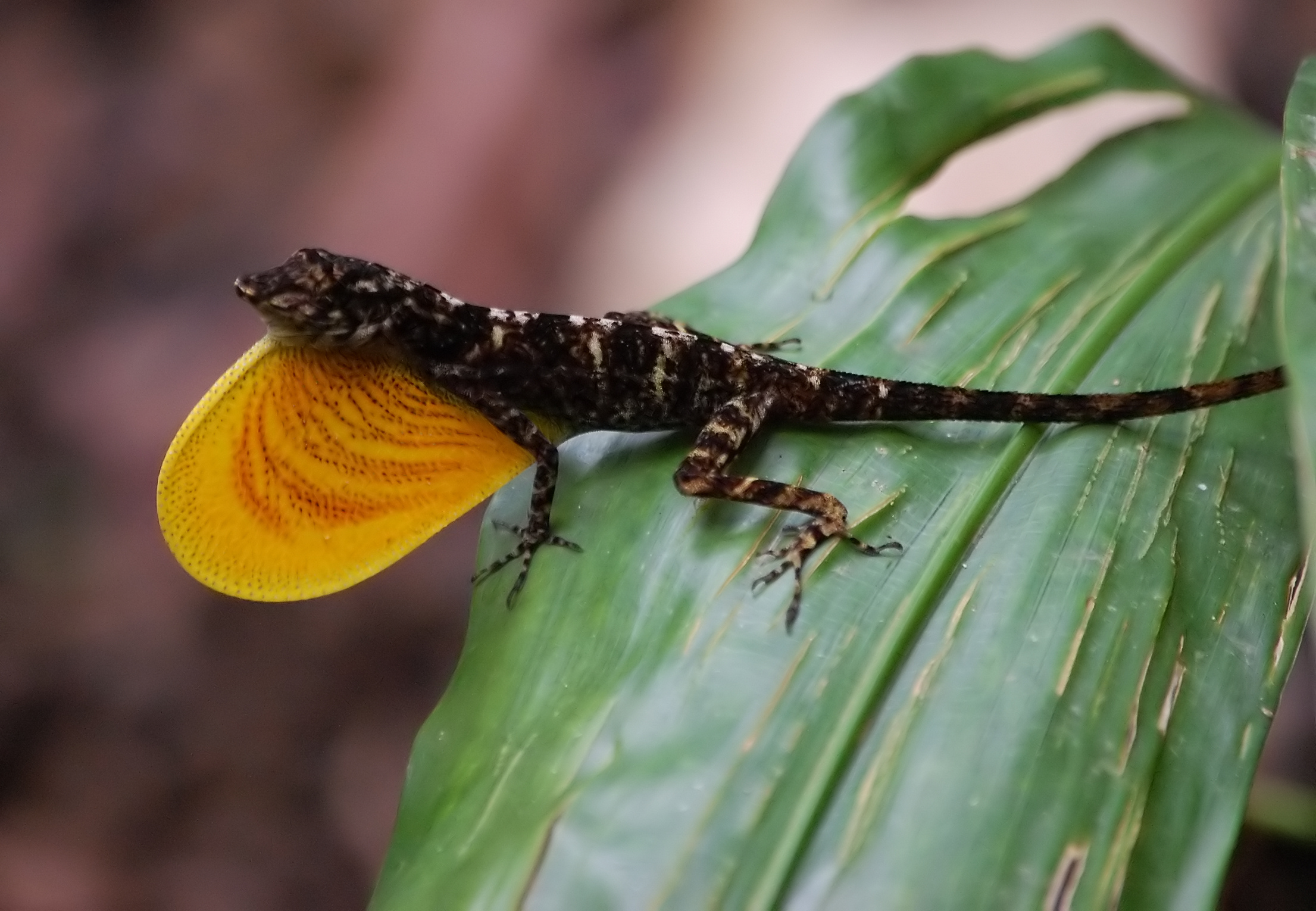
Anolis polylepis

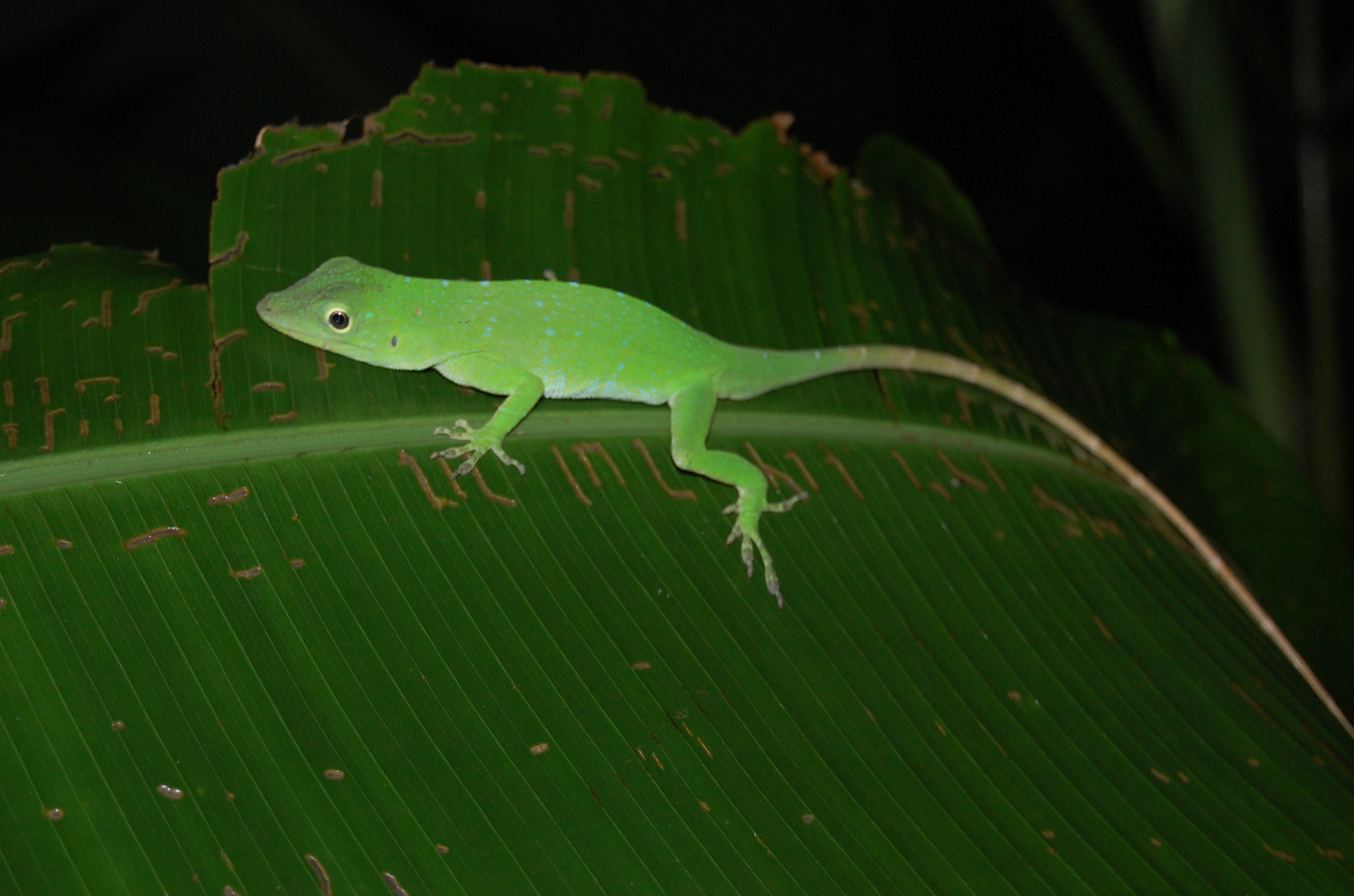
Anolis biporcatus

Os Anolis são um gênero de lagartos americanos bem comuns, possuindo uma distribuição que vai desde a América do Norte até a do Sul. Conhecidos popularmente como papa-vento. São encontrados com mais freqüência nas florestas tropicais da América Central, geralmente caçando insetos e larvas. Trata-se de um dos gêneros de vertebrados mais populoso do mundo, com mais de 400 espécies conhecidas.
Esses animais são pequenos lagartos arborícolas, e tem uma característica bastante peculiar, possui uma extensão de pele no pescoço de cor vermelha, usada como uma bandeirola, que é "içada" para atrair as fêmeas.
As espécies mais importantes são Anolis carolinensis e Anolis sagrei.

## Espécies
- Anolis achilles
- Anolis acutus
- Anolis adleri
- Anolis aeneus
- Anolis aequatorialis
- Anolis agassizi
- Anolis agueroi
- Anolis alayoni
- Anolis albimaculatus
- Anolis alfaroi
- Anolis aliniger
- Anolis allisoni
- Anolis altavelensis
- Anolis alumina
- Anolis alutaceus
- Anolis anatoloros
- Anolis andianus
- Anolis anfiloquioi
- Anolis angusticeps
- Anolis antioquiae
- Anolis apollinaris
- Anolis argenteolus
- Anolis argillaceus
- Anolis armouri
- Anolis attenuatus
- Anolis bahorucoensis
- Anolis baleatus
- Anolis baracoae
- Anolis barahonae
- Anolis barbatus
- Anolis barbouri
- Anolis bartschi
- Anolis bellipeniculus
- Anolis bimaculatus
- Anolis binotatus
- Anolis biporcatus
- Anolis blanquillanus
- Anolis boettgeri
- Anolis bonairensis
- Anolis brevirostris
- Anolis brunneus
- Anolis calimae
- Anolis caquetae
- Anolis carlostoddi
- Anolis carolinensis
- Anolis casildae
- Anolis caudalis
- Anolis centralis
- Anolis chamaeleonides
- Anolis chloris
- Anolis chlorocyanus
- Anolis chocorum
- Anolis christophei
- Anolis chrysolepis
- Anolis clivicola
- Anolis coelestinus
- Anolis cooki
- Anolis cristatellus
- Anolis cristifer
- Anolis cupeyalensis
- Anolis cuvieri
- Anolis cyanopleurus
- Anolis cybotes
- Anolis danieli
- Anolis darlingtoni
- Anolis datzorum
- Anolis deltae
- Anolis desechensis
- Anolis dissimilis
- Anolis distichus
- Anolis dolichocephalus
- Anolis eewi
- Anolis equestris
- Anolis ernestwilliamsi
- Anolis etheridgei
- Anolis eugenegrahami
- Anolis eulaemus
- Anulis euskalerriari
- Anolis evermanni
- Anolis extremus
- Anolis fairchildi
- Anolis fasciatus
- Anolis ferreus
- Anolis festae
- Anolis fitchi
- Anolis fowleri
- Anolis fraseri
- Anolis frenatus
- Anolis fugitivus
- Anolis garridoi
- Anolis gemmosus
- Anolis gingivinus
- Anolis gorgonae
- Anolis greyi
- Anolis griseus
- Anolis guamuhaya
- Anolis gundlachi
- Anolis guuo
- Anolis haetianus
- Anolis hendersoni
- Anolis heterodermus
- Anolis huilae
- Anolis impetigosus
- Anolis incredulus
- Anolis inderenae
- Anolis inexpectatus
- Anolis insignis
- Anolis insolitus
- Anolis isolepis
- Anolis jacare
- Anolis juangundlachi
- Anolis koopmani
- Anolis krugi
- Anolis kunalayae
- Anolis laevis
- Anolis lamari
- Anolis latifrons
- Anolis leachii
- Anolis lividus
- Anolis longicauda
- Anolis longiceps
- Anolis longitibialis
- Anolis loysianus
- Anolis luciae
- Anolis lucius
- Anolis luteogularis
- Anolis luteosignifer
- Anolis macilentus
- Anolis maculigula
- Anolis magnaphallus
- Anolis marcanoi
- Anolis marmoratus
- Anolis marron
- Anolis maynardi
- Anolis megalopithecus
- Anolis menta
- Anolis meridionalis
- Anolis microtus
- Anolis mirus
- Anolis monensis
- Anolis monticola
- Anolis nannodes
- Anolis nasofrontalis
- Anolis nelsoni
- Anolis nigrolineatus
- Anolis noblei
- Anolis nubilis
- Anolis occultus
- Anolis oculatus
- Anolis oligaspis
- Anolis olssoni
- Anolis oporinus
- Anolis orcesi
- Anolis palmeri
- Anolis paravertebralis
- Anolis parilis
- Anolis paternus
- Anolis peraccae
- Anolis philopunctatus
- Anolis phyllorhinus
- Anolis pigmaequestris
- Anolis placidus
- Anolis pogus
- Anolis polylepis
- Anolis poncensis
- Anolis porcatus
- Anolis porcus
- Anolis princeps
- Anolis proboscis
- Anolis propinquus
- Anolis pseudokemptoni
- Anolis pseudopachypus
- Anolis pseudotigrinus
- Anolis pulchellus
- Anolis pumilus
- Anolis punctatus
- Anolis purpurescens
- Anolis purpurgularis
- Anolis pygmaeus
- Anolis quadriocellifer
- Anolis quaggulus
- Anolis quercorum
- Anolis radulinus
- Anolis reconditus
- Anolis rejectus
- Anolis rhombifer
- Anolis richardii
- Anolis ricordi
- Anolis rimarum
- Anolis rivalis
- Anolis roosevelti
- Anolis roquet
- Anolis rubribarbaris
- Anolis rubribarbus
- Anolis ruibali
- Anolis ruizi
- Anolis rupinae
- Anolis sabanus
- Anolis sagrei
- Anolis salvini
- Anolis santamartae
- Anolis scapularis
- Anolis schiedei
- Anolis schmidti
- Anolis scriptus
- Anolis semilineatus
- Anolis sericeus
- Anolis serranoi
- Anolis sheplani
- Anolis shrevei
- Anolis simmonsi
- Anolis singularis
- Anolis smallwoodi
- Anolis smaragdinus
- Anolis sminthus
- Anolis solitarius
- Anolis spectrum
- Anolis squamulatus
- Anolis strahmi
- Anolis stratulus
- Anolis subocularis
- Anolis sulcifrons
- Anolis taylori
- Anolis terraealtae
- Anolis terueli
- Anolis tetarii
- Anolis tigrinus
- Anolis toldo
- Anolis tolimensis
- Anolis townsendi
- Anolis trachyderma
- Anolis transversalis
- Anolis trinitatis
- Anolis tropidonotus
- Anolis umbrivagus
- Anolis vanidicus
- Anolis vanzolinii
- Anolis vaupesianus
- Anolis ventrimaculatus
- Anolis vermiculatus
- Anolis vescus
- Anolis wattsi
- Anolis websteri
- Anolis whitemani
- Anolis williamsii
- Anolis williamsmittermeierorum